# Červený Potok
Červený Potok (německy Rothfloss) je malá vesnice při silnici II/312 mezi Králíky a Hanušovicemi, administrativně součást města Králíky. K území Červeného Potoka patří i osada Horní Hedeč. Na území Červeného Potoka je stejnojmenná železniční stanice (vrcholová stanice trati Dolní Lipka – Hanušovice), silniční odbočka do blízkého turistického centra Dolní Morava.

## Historie
První písemná zmínka o vesnici pochází z roku 1577. Při nedávné komplexní pozemkové úpravě došlo k posunu hranice obce na toku řeky Moravy ze středu koryta na její pravý břeh, v nejsevernějším úseku této hranice došlo v minulosti k malému posunu koryta řeky směrem do moravského území, čemuž se zde při výše zmíněné pozemkové úpravě přizpůsobila i nová hranice, takže v současnosti obec nepatrně zasahuje i na Moravu.
| Rok            | 1869 | 1880 | 1890 | 1900 | 1910 | 1921 | 1930 | 1950 | 1961 | 1970 | 1980 | 1991 | 2001 | 2011 | 2021 |
| -------------- | ---- | ---- | ---- | ---- | ---- | ---- | ---- | ---- | ---- | ---- | ---- | ---- | ---- | ---- | ---- |
| Počet obyvatel | 404  | 420  | 400  | 337  | 294  | 296  | 288  | 139  | 137  | 211  | 152  | 104  | 105  | 85   | 75   |

## Pamětihodnosti
- Kostel Navštívení Panny Marie – barokní kostel z 18. století, přestavěný po požáru roku 1787
- Sloup se sochou Immaculaty z konce 19. století
- Objekty československého opevnění z let 1936–1938 (mj. U Nádraží, Utržený a U Potoka)

## Fotogalerie

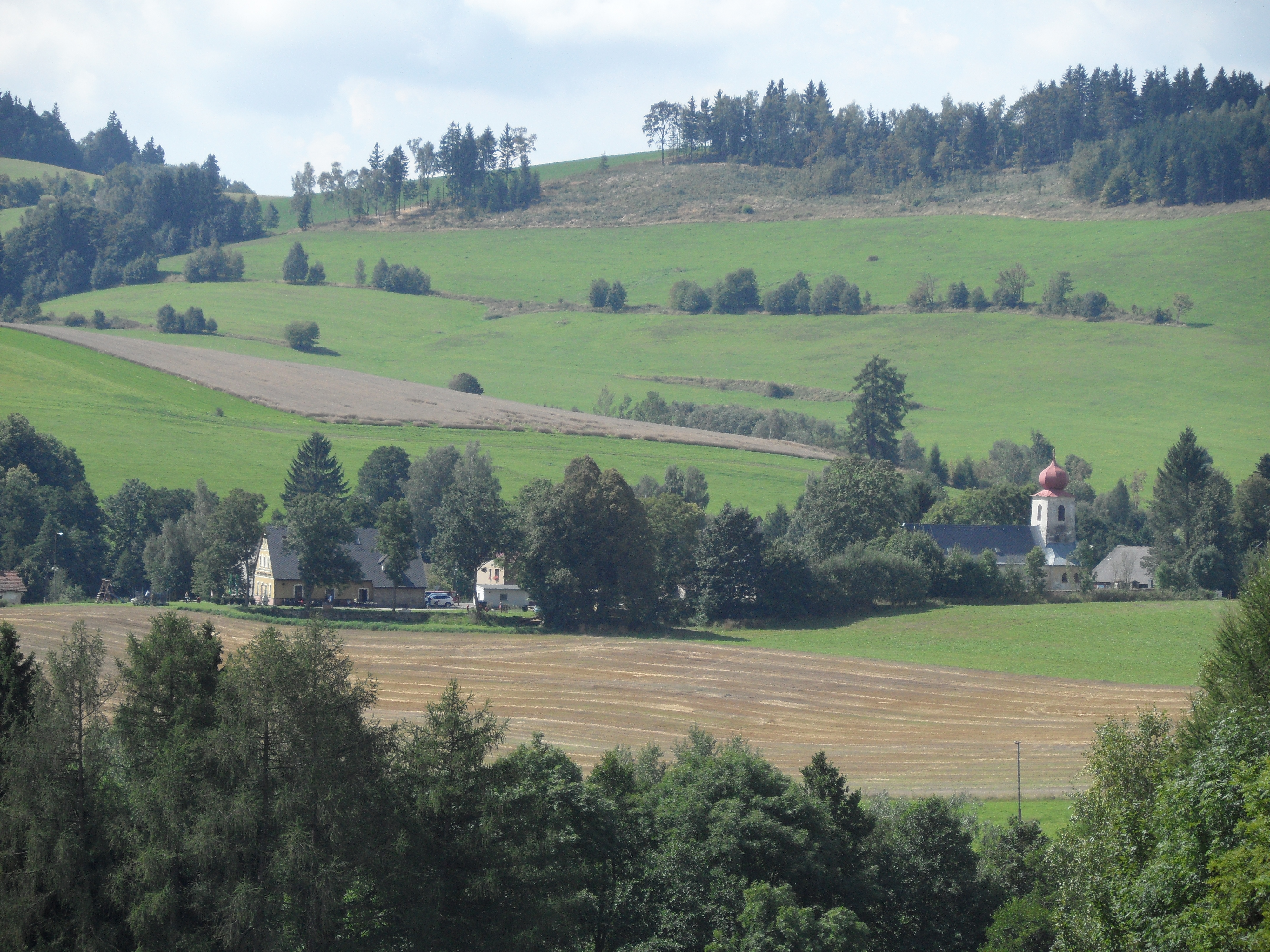
Pohled na obec s kostelem od K-S 5 U potoka
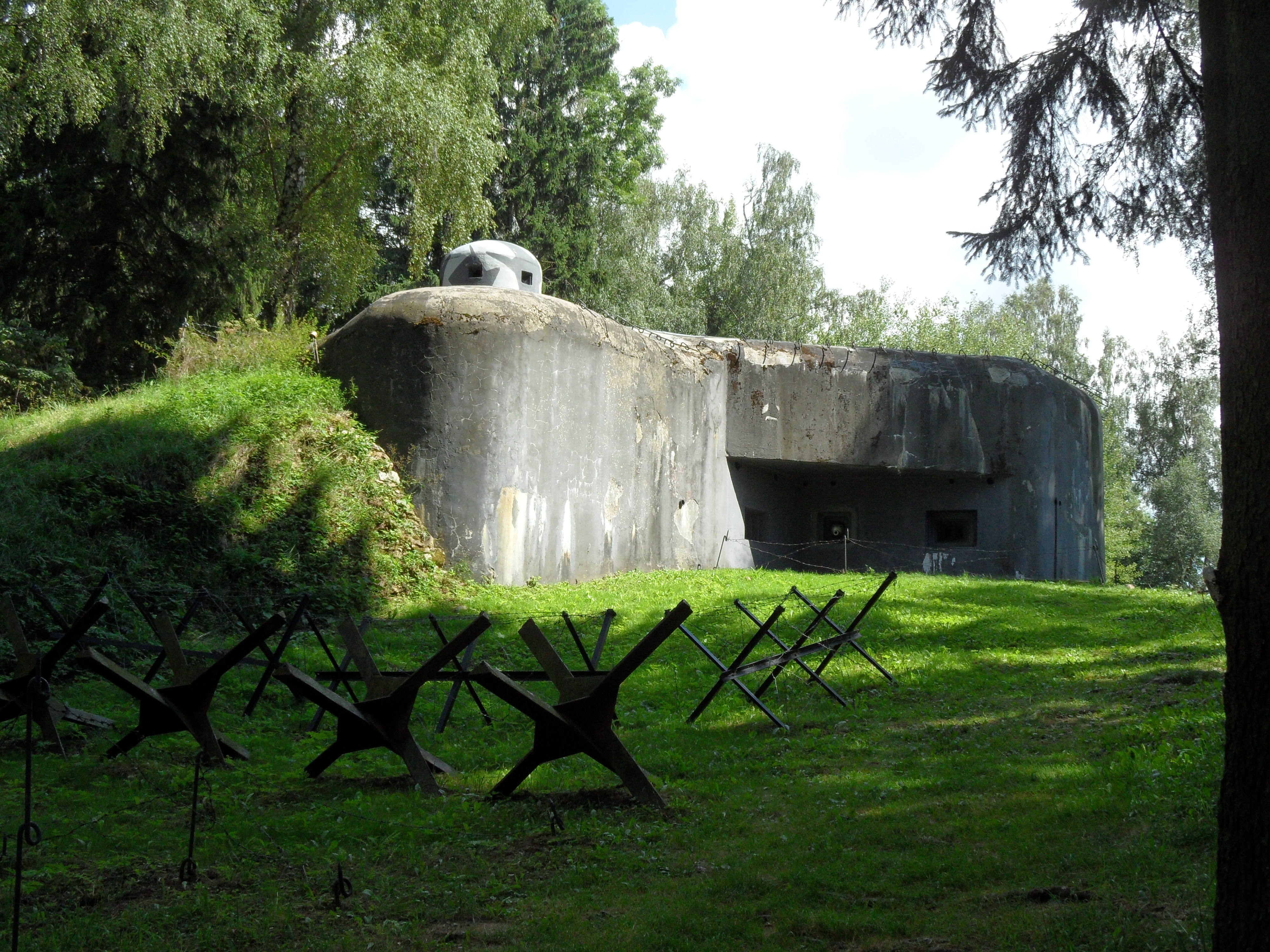
Pěchotní srub K-S 5 U potoka od jihu